# Стан Хельсинг
«Стан Хельсинг» (англ. Stan Helsing) — фильм-пародия 2009 года режиссёра Бо Зенга.

## В ролях
- Стив Хоуи — Стан Хельсинг
- Диора Бэрд — Надин
- Кинан Томпсон — Тедди
- Лайдик, Дези[англ.] — Миа
- Лесли Нильсен — Кэй

## Пародируемые фильмы
- Ван Хельсинг
- Хэллоуин
- Техасская резня бензопилой
- Восставший из ада
- Кошмар на улице Вязов
- Пятница, 13-е
- Джиперс Криперс
- Детские игры
- В пасти безумия
- Сайлент Хилл

## Отзывы
Фильм получил отрицательные отзывы кинокритиков. На сайте Rotten Tomatoes у картины лишь 14 % положительных рецензий на основе 21 рецензии критиков, со средней оценкой 2,6 из 10.